# Dasysternica tristis
Dasysternica tristis là một loài bướm đêm trong họ Geometridae.